# Religion dans le Nord-Pas-de-Calais
La religion dans le Nord-Pas-de-Calais a le statut commun à la religion en France, pays laïc depuis 1905. 
La région fut christianisée essentiellement à partir du VIe siècle, via l'implantation de monastères aux époques mérovingienne et carolingienne. 
En dépit d'une déchristianisation observée dès le XIXe siècle, le catholicisme reste la confession dominante ; l'enseignement privé, majoritairement catholique, scolarise 22,3 % des élèves. 
Le protestantisme, quasi disparu après la flambée de la Réforme et la crise iconoclaste, est réapparu au XIXe siècle. 
Au XXe siècle, de développement de l'industrie locale appela une forte immigration polonaise et italienne entre les deux guerres, qui concernait alors plutôt des catholiques, puis maghrébine à partir des années 1960. Le Nord-Pas-de-Calais regroupe ainsi 5 à 7 % des musulmans de France.
Le nombre de personnes se déclarant sans religion s'accroit depuis les dernières décennies.

## Histoire

### Antiquité
Les croyances et pratiques religieuses de la période préhistorique sont, comme ailleurs, mal connues. 
Le Néolithique a laissé plusieurs sites de mégalithes constitués de dolmens, allée couverte, de menhirs comme les « Pierres jumelles » à Cambrai ou dans la vallée de la Sensée, de cromlech et polissoirs. Leur usage reste à déterminer, mais serait probablement religieux.
Entre le Ve et le IIe siècle av. J.-C., les Belges s'implantèrent dans la région, continuant les mouvements migratoires des peuples celtes qui la marquèrent dès l'époque de la Tène.
Leur religion est connue par les récits des conquérants romains, qui présentent les « gaulois » comme très pieux. 
À l'époque où le christianisme nicéen devint la seule religion de l'Empire romain, la région qui est aujourd'hui le Nord-Pas-de-Calais était une zone frontière faiblement urbanisée. En dépit de l'édit de Thessalonique, la christianisation y fut infime ; elle n'a guère reculé à l'époque des invasions barbares, pour la simple raison qu'elle était encore quasi inexistante.

### Moyen Âge

#### Christianisation
La christianisation débuta lentement au VIe siècle, à l'époque mérovingienne, par la nomination de Vaast comme évêque d'Arras et de Cambrai.
Au VIIe siècle, à partir de l'époque de Dagobert Ier, l'aristocratie franque fonda de nombreuses abbayes qui furent des bases pour la diffusion du catholicisme dans le milieu rural.
C'est ainsi qu'apparurent l'abbaye d'Hamage en 625, l'abbaye de Marchiennes et Notre-Dame de Condé en 630, l'Abbaye d'Elnon en 633, l'abbaye d'Haumont en 643, l'abbaye de Maroilles et l'abbaye de Saint-Ghislain en 650 et l'abbaye de Hasnon en 670. Leurs fondateurs sont pour la plupart issus de l'aristocratie neustrienne, en particulier la famille des pippinides dont est issue la dynastie carolingienne; ils bénéficièrent du soutien de l'aristocratie locale, qui les dota en terres.
L'évangélisation des régions marécageuses littorales de Morinie commence un peu plus tard : Omer est nommé évêque de Thérouanne vers 630 et l'abbaye de Sithiu en fondée vers 650.

#### Mise en place des paroisses
À la fin du VIIIe siècle, les diocèses étaient équivalents aux paroisses : seul le siège épiscopal possédait des droits paroissiaux et pouvait administrer le baptême et enterrer en terre consacrée ; l'évêque nommé par le roi bénéficiait de la dîme, rendue obligatoire par Pépin le bref vers 765.

#### Le temps des croisades et des béguinages

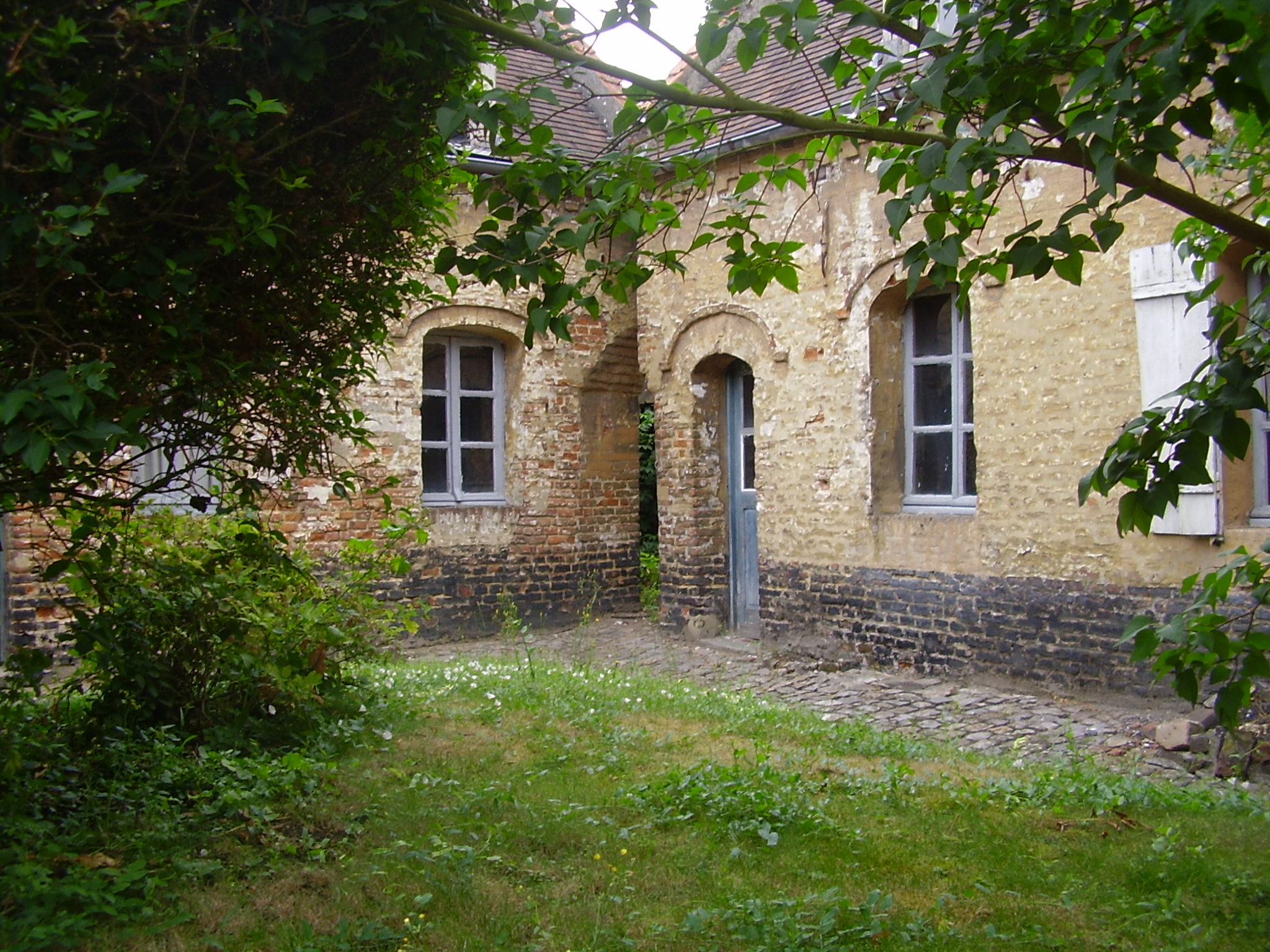
Béguinage Saint-Vaast créé au XIVe siècle à Cambrai

Au XIe siècle, l'appel du pape à la première croisade trouve un écho dans les principautés du Nord. Après la prise de Jérusalem et la mort en Terre Sainte de Godefroy de Bouillon, comte de Boulogne, c'est son frère, Baudouin de Boulogne, qui devint roi de Jérusalem en 1100.
La contribution en hommes aux différentes croisades resta élevé dans ces régions : elle concernait non seulement les nobles et leurs gens, mais aussi les bourgeois qui parfois vendaient leurs biens pour se croiser. Les joutes organisées lors des fêtes telles que la fête de l'Épinette auraient servi d'entrainement pour ces combats.
Le diocèse d'Arras, regroupé jusqu'alors avec Cambrai est créé en 1094. La région en compte alors trois, avec Thérouanne.
C'est une époque de grande ferveur religieuse, où le culte marial commençait à se développer, comme par exemple à Valenciennes le miracle du Saint Cordon où la Vierge aurait délivré la ville de la peste. 
On voit le développement dans les Flandres et le Hainaut de formes de piété et de vie spirituelle adaptées à la vie laïque : les mouvements du Libre-Esprit, des turlupins ou des bégards
Le mouvement des béguinages, né au début du XIIIe siècle, regroupait des femmes qui sans être consacrées, menaient une vie de moniale. Critiqué dès Latran II, le mouvement avait ensuite été encouragé par la papauté, mais fut inquiété par l'Inquisition au XIVe siècle.
En 1311, la mystique Marguerite Porete fut brulée à Paris pour hérésie. 
Les extraits de son œuvre, le Miroir des âmes simples anéanties, furent lus au concile de Vienne et servirent de base à la rédaction du décret Ad nostrum condamnant béguards et béguines.
La lutte contre les hérésies, qui relevait jusque-là des évêchés, fut confiée aux inquisiteurs ; l'un d'eux, Robert le Bougre, se distingua par son zèle lors de sa tournée de février-mars 1236 dans le Nord de la France.
En 1460, eut lieu à Arras un des plus célèbres procès en sorcellerie de l'Inquisition, la grande vauderie d'Arras.
- Frères de la vie commune

### Époque moderne

#### La flambée protestante duXVIesiècle
Au XVIe siècle, le protestantisme se répandit dans la région comme une traînée de poudre, tant pour des raisons religieuses que pour des raisons politiques. 
Dans le cadre de la Contre-Réforme catholique, l'université de Douai est créée en 1552 et la réorganisation religieuse des Pays-Bas espagnols met en place une nouvelle organisation ecclésiastique entre 1559 et 1561.
Le diocèse de Boulogne et celui de Saint-Omer remplacent celui de Thérouanne. 

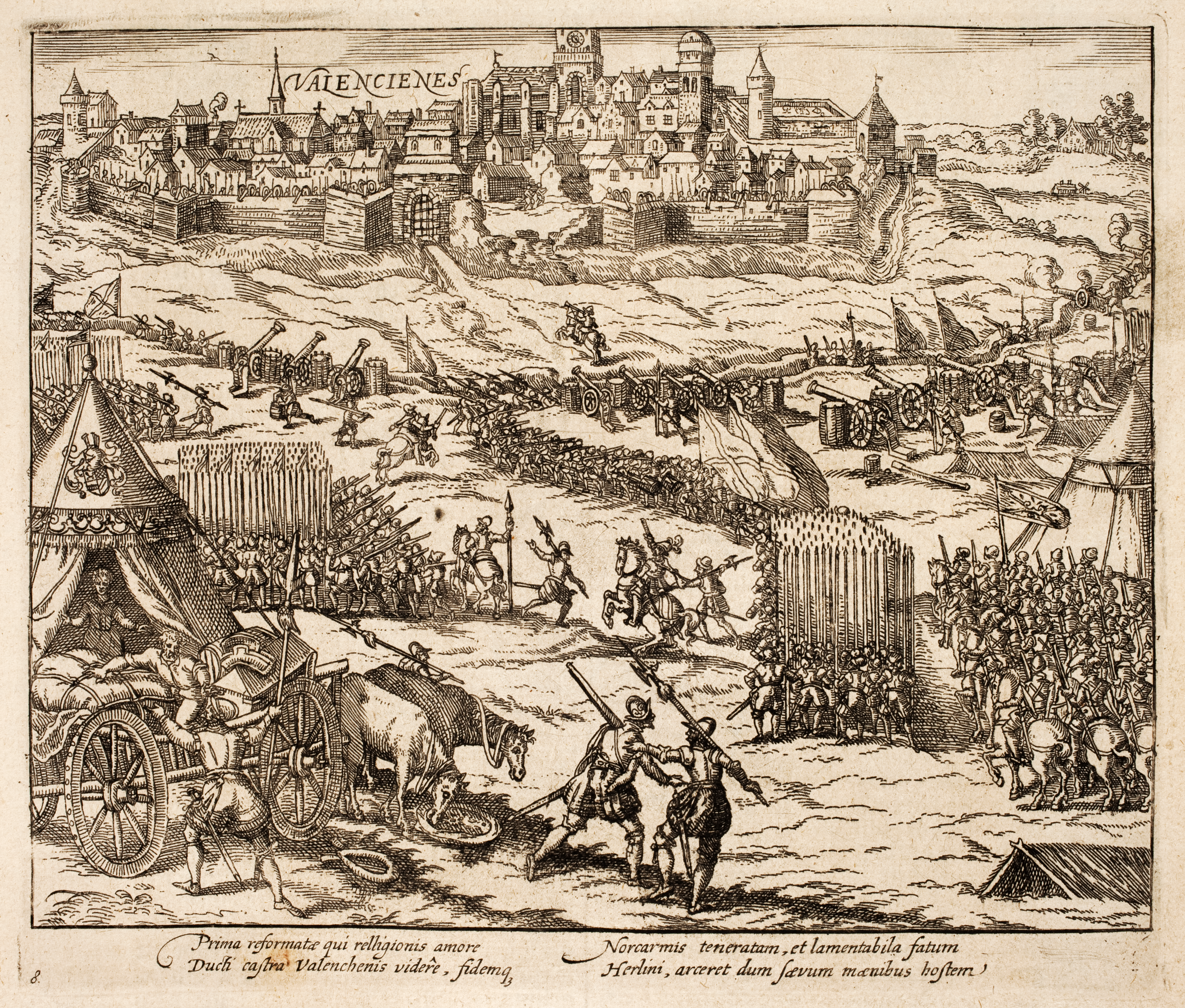
Le siège de Valenciennes en 1566-67, ville déclarée rebelle au roi

Le réformateur Guy de Brès rédige en 1561 la Confessio Belgica, confession de foi des calvinistes des Pays-Bas espagnols.

Dans l'ensemble des Pays-Bas, un mouvement insurrectionnel atteint cependant son paroxysme en 1566 avec des bris d'images religieuses. Valenciennes et Le Cateau-Cambrésis, notamment, optent sans ambiguïté pour la doctrine calviniste et mettent en place un nouveau pouvoir municipal. Les troupes espagnoles, cependant, ont tôt fait de ramener l'ordre par de sanglantes représailles.
En 1581, les provinces du nord des Pays-Bas espagnols, pour la plupart protestantes et néerlandophones, firent abjuration du roi espagnol et constituèrent les Provinces-Unies.
Les Pays-Bas méridionaux restèrent catholiques, bon gré mal gré, et ne furent plus qu'un État satellite d'un empire plus vaste, dirigé depuis Madrid par les Habsbourg.
À la demande de Philippe II fut alors initiée la réorganisation religieuse des Pays-Bas espagnols. Il obtint la création de nouveaux évêchés, qui passèrent de cinq à dix-neuf, et une réorganisation territoriale permettant une indépendance des pouvoirs religieux belgiques vis-à-vis des états voisins comme le Royaume de France. 
Le 12 mai 1559, la bulle Super universas retira à l’archevêché de Cambrai une partie importante de son territoire au profit des nouveaux diocèses de Malines et d'Anvers. Il conserva quatre archidiaconés : Cambrai, Brabant, Hainaut et Valenciennes, et quatre évêchés suffragants : Arras, Tournai, Namur, Saint Omer.

#### De Fénelon à la Révolution française
- Fénelon

#### La Révolution industrielle

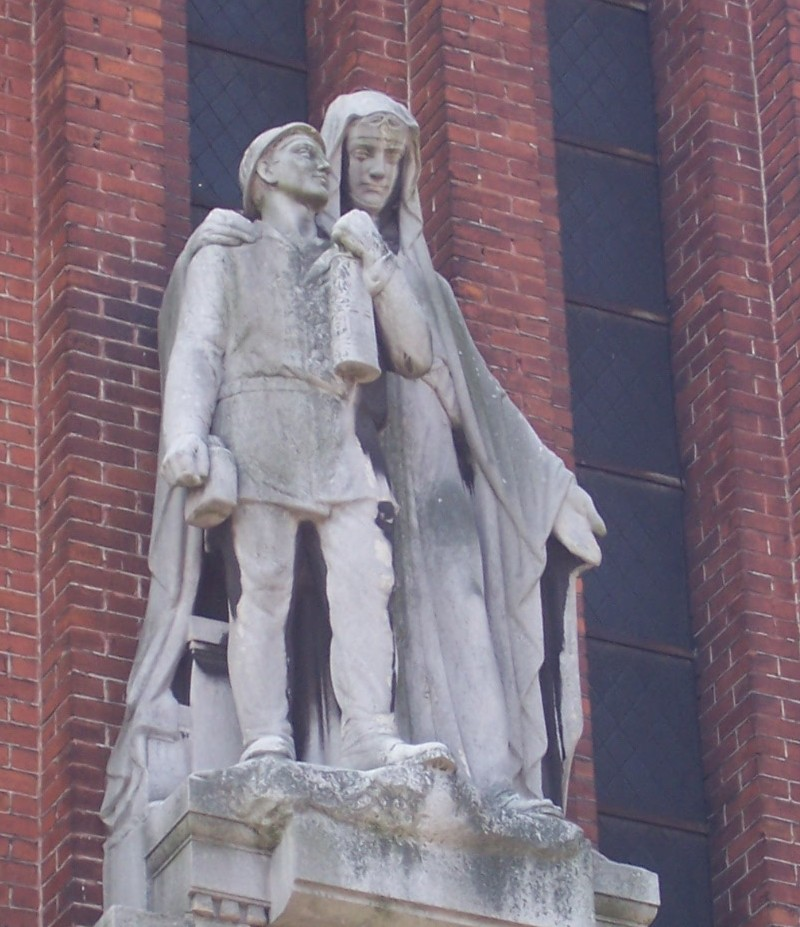
Sainte-Barbe, protectrice des mineurs

- Danielle Delmaire, « Migration et religion chez les juifs, en France, au XIXe siècle », Cahiers de la Méditerranée,‎ 15 février 2010 (lire en ligne)
- Christianisme et Monde Ouvrier (lire en ligne)
- Christianisme social Elie Gounelle

#### XX
- Danielle Delmaire, Antisémitisme et catholiques dans le Nord pendant l'affaire Dreyfus (lire en ligne)
- Cardinal Liénart

## Les religions auXXIesiècle

### Sources sociologiques
La religion dans le Nord-Pas-de-Calais a le statut commun à la religion en France, pays laïc depuis 1905. Les renseignements confessionnels ne sont pas recueillis lors des recensements, la collecte de ce genre de données personnelles étant interdite.
La mesure des pratiques religieuses effectuée par les sociologues s'appuie donc sur d'autres informations. Des sondages sont fréquemment commandés par divers organismes, mais sont à recevoir avec précaution. Les chiffres fournis par les Églises et organisations elles-mêmes sont également utilisés, non seulement pour le nombre de croyants qu'elles revendiquent, mais surtout pour les éléments indiquant les pratiques : régulières comme l'assistance à la messe ou le jeûne du Ramadan, ou autour des « rites de passage » tels que mariages et enterrements religieux. 

### Christianisme
Ces différentes données montrent que dans le Nord-Pas-de-Calais, en dépit d'une déchristianisation observée dès le XIXe siècle, le catholicisme reste la confession dominante, même si le nombre de personnes se déclarant sans religion s'accroit depuis les dernières décennies.
La pratique catholique demeurée importante peut surprendre dans une région qui fut un bastion du communisme ; cette cohabitation apaisée s'explique par la forte présence du christianisme social au XXe siècle, et celle du syndicalisme chrétien.
Le protestantisme, quasi disparu après la flambée de la Réforme et la crise iconoclaste, est réapparu au XIXe siècle.

#### Catholicisme

##### Éducation
L'enseignement privé, majoritairement catholique, scolarise 22,3 % des élèves.

### Islam

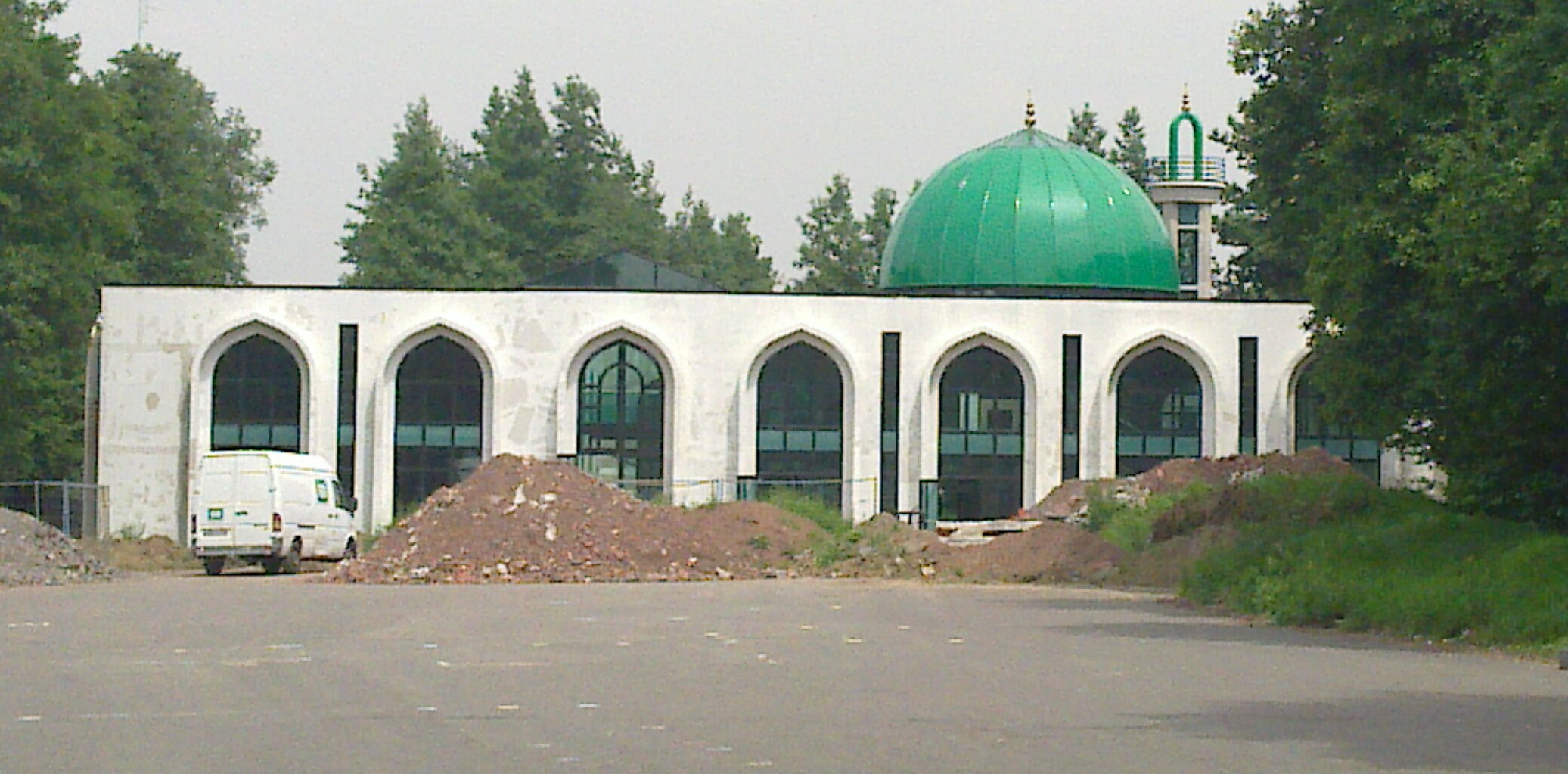
Construction de la Grande mosquée de Villeneuve-d'Ascq

Le Nord-Pas-de-Calais regroupe 5 à 7 % des musulmans de France, soit 350 000 personnes. Cette implantation date du début des années 1960 avec le rapatriement de harkis après la guerre d'Algérie, et a été prolongée par le recrutement de travailleurs maghrébins par les houillères et les industries sidérurgiques et textiles dans les années 1980.
Les musulmans sont en moyenne 5 % dans le département du Nord, comme dans celui du Pas de Calais. La ville de Roubaix est un cas particulier, où près de 40 % de la population est musulmane. L'enseignement confessionnel musulman est peu répandu, mais un lycée privé a ouvert à Lille en 2003.

## Sources